# Stufenzinne

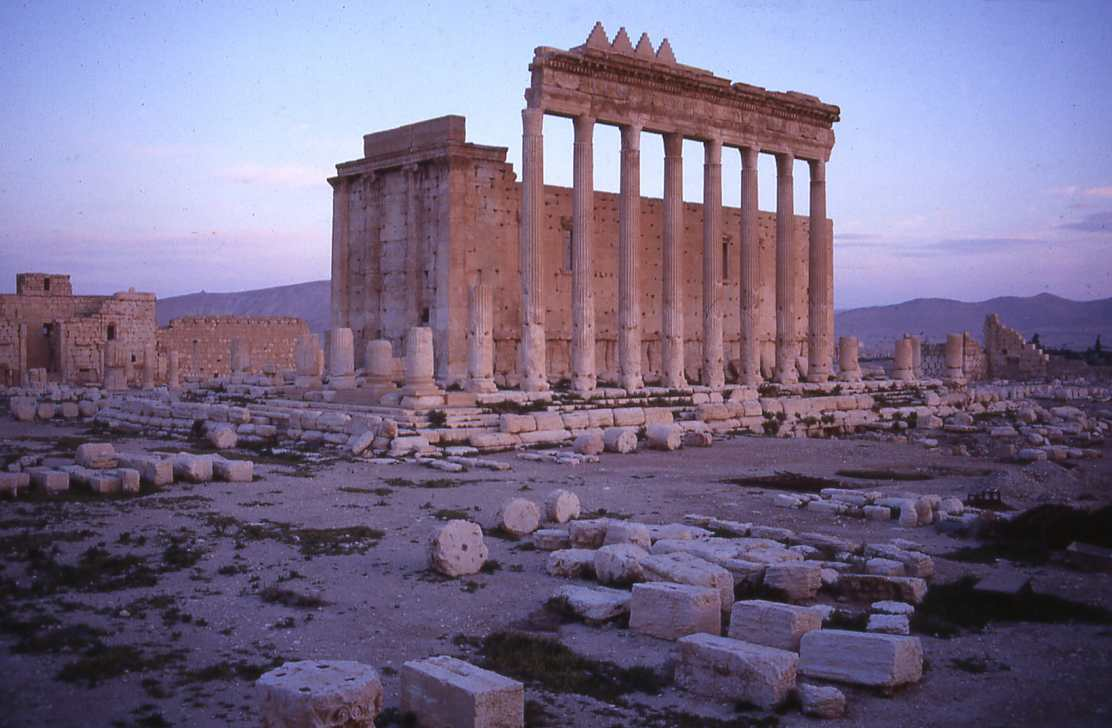
Stufenzinnen an einem Tempel in Palmyra

Stufenzinnen sind Zinnen, die stufenartig aufgebaut ist.
Stufenzinnen sind vor allem aus dem vorderasiatischen Raum bekannt und zierten das Dach von Tempeln, Festungsanlagen und anderen Gebäuden. Sie sind auf assyrischen Reliefs dargestellt und steinerne Exemplare sind vor allem aus griechisch-römischer Zeit an Orten wie Petra oder Palmyra erhalten.